# Joscelin Yeo
Joscelin Yeo Wei Ling (* 2. Mai 1979 in Seoul) ist eine singapurische Politikerin, Autorin und ehemalige Weltklasseschwimmerin. Seit den frühen 1990er Jahren trat sie bei verschiedenen multinationalen Sportveranstaltungen an, unter anderem bei den Olympischen Sommerspielen und bei Asienspielen. Ihr Ruhm gründet sich allerdings in ihren Erfolgen bei diversen Austragungen der Südostasienspiele. Während dieser gewann sie in 16 Jahren neben Bronze- und Silbermedaillen 40 Goldmedaillen und stellte mit dieser Marke einen Rekord auf, indem sie die 39 Goldmedaillen ihrer Landsfrau Patricia Chan überbot.

## Werdegang
Joscelin Yeo Wei Ling kam am als mittleres von drei Kindern der Mutter Yeo Lee Choo zur Welt. Ihre beiden Brüder und sie wurden im Abstand von je einem Jahr geboren. Ihr Bildungsweg begann auf der Methodist Girls' School in Singapur und 1995 zog sie nach Australien, um die Melbourne Girls' Grammar School besuchen zu können. Anschließend schrieb sie sich am Royal Melbourne Institute of Technology ein. Ab 1999 studierte sie an der University of California im kalifornischen Berkeley und folgte dann 2001 ihrem dortigen Trainer an die University of Texas at Austin, wo sie am College of Education's Department of Kinesiology and Health Education Pädagogik als Hauptfach belegte und im Jahre 2003 mit einem Grade Point Average (GPA) von 3,68 als eine der Jahrgangsbesten abschloss. Aus diesem Grunde erhielt Wei Ling als erste dortige Athletin ein mit jährlich 30.000 US-Dollar dotiertes Rhodes-Stipendium zum Studium an der University of Oxford in England, welches sie jedoch nicht einlöste.

### Schwimmkarriere
Die Singapurerin entschied im Alter von sieben Jahren erste kleinere Schwimmturniere für sich. Zwei Jahre später begann man, ihr Talent mit gezieltem Training zu fördern. Maßgeblichen Anteil an ihrer sportlichen Entwicklung hatte ihr Jugendtrainer Kee Soon Bee, der sich später dahingehend äußerte, dass sie sehr leicht zu trainieren und immer höchst diszipliniert gewesen sei. Wei Ling betonte stets, es sei ihre eigene Entscheidung gewesen, sich dem Schwimmsport zu verschreiben und sie sei niemals von irgendjemandem dazu gedrängt worden.
Ihr Debüt bei großen Wettkämpfen gab Wei Ling bereits mit nur elf Jahren 1990 bei den Asienspielen in Peking. Die Öffentlichkeit wurde erstmals bei den Südostasienspielen 1993 in ihrer Heimatstadt Singapur auf sie aufmerksam, als sie neun Goldmedaillen erringen konnte und nicht nur zur erfolgreichsten Teilnehmerin der Spiele, sondern auch zur nationalen Sportikone avancierte. In den folgenden zwölf Jahren sicherte sie sich bei allen weiteren Ausgaben der Südostasienspiele mindestens drei Siege und konnte bei den Asienspielen im Abstand von acht Jahren über 100 Meter Schmetterling den dritten Platz erreichen.
Während ihrer Zeit in Melbourne wurde Wei Ling von Bill Nelson und später in Berkeley von Michael Walker trainiert. Diesem folgte sie bei dessen Versetzung auch nach Austin. Im Laufe ihrer sechzehnjährigen Karriere partizipierte die Singapurerin an sieben Südostasienspielen, vier Asienspielen, drei Commonwealth Games und vier Olympischen Sommerspielen (1992, 1996, 2000 und 2004). Sie weist somit die meisten Olympiateilnahmen aller singapurischen Athleten auf und durfte als besondere Ehre bei der Eröffnungsfeier in Sydney im Jahre 2000 beim Einlauf der Nationen die Flagge Singapurs tragen. Allerdings schaffte sie es bei allen Olympischen Spielen nicht, an ihre Leistungen in den asiatischen Wettbewerben anzuknüpfen und sah sich deshalb besonders 2000 und 2004 teils sehr scharfer Kritik auch seitens der einheimischen Medien ausgesetzt.
Eigentlich hatte sie beabsichtigt, ihre Karriere nach den Südostasienspielen 2005 zu beenden. Dort jedoch zeigte sie einmal mehr sehr gute Leistungen; sie gewann sechs weitere Goldmedaillen und schwamm die 100 Meter Schmetterling in 0:59,91 Minuten als erste Südostasiatin unter einer Minute. Angespornt durch diese Erfolge entschied sie, sich auf die Olympischen Sommerspiele 2008 in Peking vorzubereiten. Wei Ling schwamm noch bei den Commonwealth Games und den Asienspielen 2006, erklärte dann aber im Januar 2007 ihren endgültigen Rücktritt vom Sport auf Grund von Motivationsproblemen.

### Nach dem Rücktritt
Bereits im Jahre 2004 hat Wei Ling unter dem Titel On The Move: My Career, My Story ihre Autobiographie veröffentlicht, in der sie von der Belastung, immer allen Erwartungen gerecht werden zu müssen, schrieb und die Gründe darlegte, warum die Öffentlichkeit sie als den Medien gegenüber unfreundlich wahrnehme. Nach dem Ende ihrer aktiven Karriere eröffnete sie gemeinsam mit ihrem älteren Bruder Leonard die Schwimmschule Yeo's Aquatics. Im Jahre 2009 ernannte sie der Staatspräsident Sellapan Ramanathan für die Dauer von zweieinhalb Jahren zum Nominated Member of Parliament (NMP) im Parlament von Singapur.
In der achten Staffel der singapurischen Sitcom Phua Chu Kang auf Channel 5 hatte Wei Ling zuletzt einen Cameo-Auftritt, als der Protagonist ein Rennen gegen sie schwamm und hoffnungslos verlor.

## Rekorde
Während ihrer langen Karriere hielt Joscelin Yeo Wei Ling zahlreiche nationale Rekorde, beispielsweise über 50, 100 und 200 Meter Freistil sowie über 200 und 400 Meter Lagen. Von diesen besteht lediglich jener über 200 Meter Lagen noch immer. Yeo Wei Ling hat allerdings nach wie vor sieben Rekordzeiten bei den Südostasienspielen inne. Im Jahre 2000 brach sie gemeinsam mit Haley Cope, Staciana Stitts und Praphalsai Minpraphal als Universitätsteam der University of California in Berkeley den Staffelweltrekord über 4 × 50 Meter Lagen auf der Kurzbahn und verbesserte ihn auf 1:49,23 Minuten.
| Singapurische Rekorde (1)              | Singapurische Rekorde (1) | Singapurische Rekorde (1) | Singapurische Rekorde (1) |
| -------------------------------------- | ------------------------- | ------------------------- | ------------------------- |
| 200 m Lagen                            | 02:16,86 min              | 23. Mai 2004              | Santa Clara               |
| Rekorde bei den Südostasienspielen (7) |                           |                           |                           |
| 200 m Freistil                         | 02:04,01 min              | 1995                      | Chiang Mai                |
| 50 m Freistil                          | 00:26,23 min              | 1999                      | Bandar Seri Begawan       |
| 100 m Freistil                         | 00:56,05 min              | 1999                      | Bandar Seri Begawan       |
| 100 m Schmetterling                    | 00:59,91 min              | 2005                      | Los Baños                 |
| 200 m Lagen                            | 02:17,17 min              | 1999                      | Bandar Seri Begawan       |
| 400 m Lagen                            | 04:51,87 min              | 1999                      | Bandar Seri Begawan       |
| 100 m Brust                            | 01:11,36 min              | 1999                      | Bandar Seri Begawan       |
| (Stand: 2. August 2009)                |                           |                           |                           |

## Auszeichnungen
Wei Ling gilt als die renommierteste singapurische Athletin der letzten Jahrzehnte und wurde mit zahlreichen Ehrungen und Preisen bedacht. In den Jahren 1993, 1995 und 1998 ernannte man sie im Stadtstaat zur Sportlerin des Jahres und 1994 zum Sportmädchen des Jahres. Dass sie erstgenannte Auszeichnung nicht öfter erhielt, ist auf ein mittlerweile wieder aufgehobenes Gesetz zurückzuführen, dem zufolge ein Athlet nur drei Mal prämiert werden durfte.
Die Tageszeitung The Straits Times listete sie 1999 an neunter Position der 50 größten singapurischen Athleten. Das Nationale Olympische Komitee verlieh der ihr 2005 in Anerkennung ihres außergewöhnlichen Beitrages zum Schwimmsport in Singapur einen Spezialpreis. Als Sportlerin einer ethnischen Minderheit, die einen GPA von 3,2 oder höher erreichte, wurde ihr an der University of Texas at Austin im Jahre 2003 auch der Arthur Ashe Jr. Sports Scholar Award überreicht.